# باتريس كايو
باتريس كايو (بالفرنسية: Patrice Kayo)‏ هو كاتب وشاعر كاميروني، ولد في 1942 في Bandjoun ‏ في الكاميرون.